# Балабаново в годы Великой Отечественной войны
Балабаново в годы Великой Отечественной войны.

## Накануне войны
Перед началом Великой Отечественной войны посёлок Балабаново состоял из нескольких коротких улиц, которые включали в себя по 12-15 домов каждая. Посёлок входил в состав Боровского района Московской области. Многие жители имели своё хозяйство, держали коз, свиней, уток, кур, коров, а также выращивали овощи. Основными сферами деятельности жителей Боровского района тогда были сельское хозяйство (в подавляющей степени посевы овса, ржи и картофеля) и кустарные промыслы. Совхозы и колхозы в общей сложности поставляли государству 6 тысяч тонн картофеля и овощей, 4 тысячи тонн хлеба, около 900 тысяч штук яиц, 6 тысяч тонн молока и 1200 тонн мяса в год. Промышленные объекты района ежегодно производили до 12 миллионов кирпичей, около 200 тысяч трикотажных изделий, до 15 миллионов метров шерстяных и хлопчатобумажных тканей, а также множество швейных изделий, мебели и другой продукции. В районе строились школы и различного рода культурные учреждения. Активно велось жилищное строительство. Посёлок Балабаново был важным звеном в развитии экономической составляющей района.
Центром Балабанова являлась железнодорожная станция, к которой сходилось большинство улиц. Здесь же неподалёку находились магазины, почта, чайная и здание поселкового совета. Здание железнодорожного вокзала было деревянным и выкрашенным в зелёный цвет. Внутри размещались билетная касса, залы ожидания, отделение милиции и буфет. Вблизи станции находился сквер (ныне привокзальная площадь), где в летнее время по вечерам играла музыка. Там же имелись гигантские качели и спортивная площадка. Большая часть всех жителей посёлка работала на кирпичном заводе, который был одним из крупнейших среди других предприятий района (наряду с боровским кирпичным заводом, а также фабриками «Крестьянка» и «Красный октябрь»). Завод имел свой клуб, в котором существовали кружки художественной самодеятельности, была организована библиотека и проводились киносеансы. Также в Балабанове работали гончарный и молокозавод, сельпо, молочный и хлебозавод, заготовительные пункты, лесхоз, автобаза, нефтесклад, столярная, сапожно-валяльная мастерские, строился машиностроительный завод.
Среди образовательных учреждений имелись детский сад и начальная школа. В 1940 году было возведено двухэтажное здание семилетней школы. Имелись аптека и медпункт, а с 1941 года начала функционировать больница. Работал колхоз «По пути Ленина» (возглавлял Я. А. Абашин). В деревне Глухарёвка была расположена бывшая фабрика Н. П. Глухарёва (сейчас Дом отдыха), а в 1939 году был открыт специальный санаторий для испанцев-политэмигрантов. В санатории проживали получившие ранения и ставшие инвалидами участники гражданской войны в Испании. Там же было организовано подсобное хозяйство.

## Начало войны: июнь-октябрь 1941 года
Мирная жизнь жителей посёлка Балабаново прекратилось с началом войны 22 июня 1941 года. Железнодорожная станция перестраивает свою работу в соответствии с требованиями военного времени. Более пристальное внимание уделяется сохранности тайны военных перевозок и охране железнодорожных объектов. Московско-Киевская железная дорога функционировала с постоянной огромной нагрузкой, так как по ней осуществлялась эвакуация в тыл техники, зерна, скота, других материальных ценностей, а также людей. На запад шли войска, военная техника, горючее и боеприпасы. 10 августа Боровский РК ВКП(б) вынес решение о начале военной подготовки населения и формирования боевых подразделений из числа служащих, колхозников и рабочих.
Были также организованы курсы снайперов, на которые записались 45 девушек из окрестных деревень и сёл. Среди девушек были и жительница Балабаново Елизавета Алексеевна Сорокина. Командиром был солдат по фамилии Рябчук. Девушки проучились около полутора месяцев, но на фронт так и не попали, так как фашисты уже подошли к Балабанову. В середине сентября 1941 года железнодорожная станция посёлка Балабаново подверглась авиационным бомбардировкам. В то время на станции находился эшелон с солдатами 113-й стрелковой дивизии.В результате бомбардировки погибли 105 солдат, которые были похоронены недалеко от железной дороги.Впоследствии фашисты неоднократно пролетали над Балабаново.

Школьников посылали в колхоз. Наш класс отправили в деревню Рогачёво, за Ворсино. Руководил нами Константин Георгиевич Сорокин, прекрасный человек, он погиб на войне. Собирали колоски, копали картошку. Вернулись в начале октября. Немцы подходили всё ближе. Помню своё первое «боевое крещение». 6 октября бомбили станцию. Мы, дети, были дома. К страшному нарастающему гулу уже привыкли — фашистские самолёты летали на Москву. Но раздирающий душу звук заставил нас выглянуть в окно: низко-низко над станцией летели самолёты с чёрными крестами, они вели обстрел трассирующими пулями. Потом стали пикировать и бомбить. Старший брат лёг на пол, а младший (ему было всего 4 года) хотел бежать на улицу. Я прижала его в угол, а он кричал. Из окон полетели стёкла, цветы поломались, наступили сумерки…Немцы сбросили много бомб, одна попала в убежище, — вспоминает жительница города Балабаново Н. С. Павлюткина-Бодрова.

Во время одной из бомбардировок разбомбили барак, в котором жили железнодорожные служащие (он стоял вдоль дороги, недалеко от привокзальной площади). Тогда погибла моя подруга Римма Сердюк, — вспоминает А. М. Белова.
11 октября 1941 года фашистские солдаты вторглись в пределы Боровского района. Чтобы не оставлять противнику материальные ценности, они  уничтожалось или ломалось. Служащие балабановского поселкового совета сжигали все документы, а работники больницы пытались спрятать медицинское оборудование и имеющиеся перевязочные материалы. Жители покидали свои дома, испанцы-инвалиды из Глухарёвки были перемещены в Среднюю Азию. Их колхоза «По пути Ленина» было решено угнать в Ярославскую область весь общественный скот. Среди погнавших скот был счетовод колхоза Иван Мартынович Новосёлов, который позднее погиб на фронте. Сельскохозяйственная техника также была эвакуирована, всех лошадей отдали отступающим боевым частям. Урожай целиком увезти не удалось.
В это же время из членов партийно-советского актива в Боровском районе формируется партизанский отряд. Были созданы места для землянок и базы с продовольствием, оружием, медикаментами и боеприпасами. Командиром данного отряда был председатель райисполкома Н. И. Рачков, комиссаром — первый секретарь РК КПСС И. К. Подольский, начальником штаба — заведующий районным земельным отделом И. Л. Антонов, а командиром разведгруппы — В. Ф. Фёдоров.
11 октября 1291-й стрелковый полк 110-й стрелковой дивизии высадился на станции Балабаново. 1-й дивизион 971-го артиллерийского полка, в свою очередь, на станции Обнинское, а 1289-й стрелковый полк, 2-й дивизион артполка и штаб дивизии — на станции Башкино. К 13 октября штаб 110-й дивизии расположился на восточной окраине Боровска в селе Роща. Полки выдвинулись на рубеж: Митенино, Башкардово, Рябушки, Русиново. Отдельные части дивизии еще находились в дороге. К вечеру 14 октября после ожесточённых боёв фашисты оттеснили 312-ю и 113-ю стрелковые дивизии и заняли Боровск. На следующий день Военный совет Западного фронта поставил задачу командующему 43-й армией частями 53-й стрелковой дивизии, 17-й танковой бригады, 110-й и 113-й стрелковых дивизий (последними после приведения их в порядок) восстановить положение.
Во второй половине дня 17 октября 258-я пехотная дивизия фашистов снова атаковала позиции обороняющихся, на третьи сутки ожесточённых боёв потеснив 110-ю дивизию на рубеж Кузьминки-Мишуково-Козельское-Инютино-Ермолино-Лапшинка. Воевавший в районе Рощи 1289-й стрелковый полк в ночь на 18 октября был вынужден отойти к Редькино и Куприно, где и были заняты оборонительные позиции. Здесь полк был подвергнут атаке 19 октября и, не в силах сдерживать противника, по приказу начальника штаба 43-й армии полковника Боголюбова на помощь ему пришли ракетные установки Катюша, которые были выдвинуты в район деревни к 9 часам утра 19 октября. Ударная сила орудий позволила спасти остатки полка, который впоследствии отошёл в район Ильино и Коряково, и разгромить силы врага.
20 октября 2 фашистских пехотных полка при поддержке артиллерии, миномётов и танков предприняли атаку вдоль шоссе Боровск — Балабаново, пытаясь нанести главный удар по 1291-му стрелковому полку. Теряя все свои силы и боеприпасы полк вынужден был оставить Балабаново и отходить назад по Киевскому шоссе. В середине дня 20 октября 1941 года Балабаново было взято немецкими войсками силами 53-го мотоциклетно-стрелкового батальона при тесном взаимодействии со 2-м батальоном 29-го моторизованного пехотного полка и 14-й ротой 8-го моторизованного пехотного полка 3-й моторизованной пехотной дивизии.

## Оккупация. Партизанская война
22 октября 1941 года был оккупирован весь Боровский район. Фашисты заняли правобережье Наро-Фоминска и форсировали реку Нара. Под конец октября оборонительный рубеж прошёл по долине реки Нары. Здесь оборонялись части 33-й армии во главе с генералом-лейтенантом М. Г. Ефремовым и 43-армии под командованием генерала-майора К. Д. Голубева).

Наша семья, спасаясь от бомбёжек и обстрелов, ушла из Балабанова и Старо-Михайловское. Через 2 дня я вернулась в свой дом за продуктами, решила остаться переночевать. Утром 19 октября услышала гул, выглянула в окно и увидела, как по шоссе со стороны Боровска идут танки с белыми крестами на боку, всего их было шесть. Я очень испугалась, огородами пробралась к дороге, в Глухарёвке встретила наших солдат, рассказала об увиденном командиру. Один из солдат проводил меня до деревни, — вспоминает Анна Михайловна Белова.
С оккупацией Балабанова фашистская комендатура расположилась в Глухарёвке (ныне Дом отдыха), именно в тех зданиях, где раньше проживали испанцы-инвалиды. Здесь же фашисты на втором этаже одного из корпусов организовали себе казармы, а на первом сделали конюшню. В помещениях балабановской школы (ныне Детская школа искусств) — старом деревянном здании и новом двухэтажном — оборудовали госпиталь, куда перевезли оборудование из балабановской больницы. В госпиталь из-под Наро-Фоминска, где ещё шли бои, прибывали раненые фашисты. Здесь же недалеко от школы хоронили умерших — с южной стороны здания офицеров, с другой — рядовых. Немногим далее места, где сейчас располагается Дом культуры, находились склады, в которых содержались советские военнопленные. Солдат не кормили, но местные жители пытались кидать им через колючую проволоку картофель и другую еду. Фашисты плохо обращались с пленными. Известен случай, когда мальчик Коля Луканов, не успев отбежать от идущей на него машины, был ею задавлен.Всех активистов и комсомольцев поставили на строгий учёт, заставив ежедневно отмечаться в комендатуре по 2-3 раза. Преследовали и искали коммунистов. Так в семействе Фокиных, которые жили в посёлке с 1902 года, произошёл следующий случай: в дом к Дмитрию Фёдоровичу Фокину, уже пожилому мужчине, в поисках коммунистов пришли фашисты. Дочь Фёдора Наталья, которая изучала немецкий язык в школе, пыталась объяснить фашистам, что в их семье коммунистов нет. Однако немцы, обыскав квартиру, нашли железнодорожную фуражку, которую приняли за военную. Один из немцев выстрелил в Фокина. Рана оказалась тяжёлой и ночью, посадив Фёдора на сани, семья покинула посёлок и нашла приют у незнакомых людей в одной из деревень под Боровском. С освобождением Балабанова Фокину вернулись в родной дом, но рана оказалась серьёзной, Фёдор умер.

Мой папа был коммунистом. Когда пришли в деревню немцы, к нам ночью прибежала соседка и сообщила об этом. Папа сразу ушёл, ему было 65 лет. Какое-то время в нашем доме жили чужие люди. Потом я узнала, что это были беженцы. Они бежали из занятых фашистами деревень и прятались у нас. В нашей деревне немцы были 70 дней. Помню, как однажды меня душил немецкий солдат. Он дал мне заштопать носки. Там дырочка была маленькая, я её зашила. А он, видимо, похвастался своим. Тогда немцы дали мне целую гору носков с большими дырками на пятках. Я их зашила, как могла. Один из них, посмотрев на мою работу, начал меня душить. В этот момент вошла мама, увидела, упала у нему в ноги: «Пан, пан, миленький, отпусти…». Отпустил. Помню, как вели пленных. Их охраняли фашисты с автоматами и с собаками. Мы, дети, раздавали пленным сырую картошку. Но были среди немцев и люди. Как-то к нам подошёл один из них и дал котелок с гороховым супом. Каждому из нас досталось по две ложки этого супа…, — вспоминает Лидия Ивановна Копылова (Карнацкая).

Когда пришли немцы, мне было восемь лет. В семье у нас было шестеро детей. Был ужасный голод. Родился младший брат. Немцы издевались, били его, выворачивали ноги. До самой смерти он ходил с вывернутыми ногами. Мы с соседскими девчонками пришли в дом, где жили немцы. На столе у них лежала небольшая буханка хлеба. Я отрезала кусок и взяла с собой. Немцы меня поймали, стали избивать, а потом повесили. Соседи увидели, подбежали и срезали верёвку. Чудо, но я осталась жива. Уводили со всех дворов скотину. Только у нас осталась корова. Мы её со старшим братом спрятали, а чтобы немцы не заметили следов коровьих копыт, обули её в лапти, — вспоминает Анна Гавриловна Сергиевич (Морозова).
За всё время оккупации Боровского района в целом и Балабанова в частности действовал партизанский отряд. Первоначально в него входили 45 человек, а затем 62. Партизаны занимались сбором разведывательных данных о расположении частей фашистов, нанесением диверсионных тыловых ударов, пропагандистской деятельность среди населения. Также отряд выявлял места скопления военной вражеской техники и солдат. Руководством разведгруппы отряда занимался В. Ф. Фёдоров, за мужество и отвагу, проявленные в партизанском отряде, который был награждён орденом Ленина. На перегоне Ворсино-Башкино партизаны смогли взорвать несколько мостов на шоссейных дорогах, пустить под откос девять вагонов с предназначавшимися фашистам боеприпасами, привести в негодность десятки километров кабельной связи, а также успешно справляться с заданиями по ликвидации живой силы противника. Между Боровском и Балабаново в колеях дорог партизаны раскладывали доски с гвоздями, что позволило повредить около 10 машин и на 4 часа остановить целую автоколонну. Впоследствии такие способы применялись и на основных магистралях, которые вели к Москве. Были выведены из строя десятки машин, создавались пробки и заторы. Партизаны успешно способствовали переправке советских солдат через линию фронта, снабжали нуждающихся продовольствием.

Наша семья была вынуждена переехать в деревню Лапшинка. Оккупанты пришли 20 октября 1941 года, вели себя, как хозяева, заняли весь дом. Мы ютились у порога. Заставляли чистить картошку, мыть полы, а однажды, обнаружив в очищенной картошке «глазок», один из немцев запустил горящей керосиновой лампой в маму. Хорошо, она успела увернуться. Было очень много пленных: голодные, чёрные, спали в сараях, и мы не видели, чтобы фашисты их кормили. Однажды мама вынесла им жмых. Оголодавшие люди набросились на него, а немец на мать с наганом, сказал, что если ещё даст, то…"капут", — вспоминает Н. С. Павлюткина-Бодрова.
командующему 33-й армией "...прорвать оборонительную полосу противника и к исходу 19 декабря овладеть рубежом Таширово-Ермолино", а командарму 43-й армии "...прорвать оборонительную полосу противника и, взаимодействуя с 33-й армией, к исходу 19 декабря овладеть районом Балабаново".

## Контрнаступление
С рассветом 5 декабря 1941 года советские войска начали контрнаступление под Москвой. 13 декабря 43-я армия, которую составляли 17-я, 53-я и 93-я стрелковые дивизии, 5-й воздушно-десантный корпус, 26-я танковая бригада и 298 пулемётный батальон, получила задание частью соединений продолжать оборонительные действия на рубеже Клово, Кормашовка и Лопасня, а основными силами перейти в наступление, нанося главный удар в направлении Романово и Балабаново, стремясь совместно с 33-й армией уничтожить соединения фашистов. 33-я армия должна была нанести свой главный удар на участке Наро-Фоминск-Каменское в общем направлении на Лапшинку.

15 декабря я был вызван в Ясенки, куда приехали и другие командиры соединений. Командарм был в приподнятом настроении. «Вот и на нашей улице начинается праздник», — сказал он и, сообщив о событиях на фронтах и о том, как осуществляется разгром немецко-фашистских войск под Москвой, рассказал о плане предстоящего наступления нашей армии. Основное направление удара — на Балабаново, в последующем — на Малоярославец. От 53-й дивизии в состав ударной группировки должен был войти лишь формируемый 223-й полк. Сама же дивизия усиливалась спецчастями и должна была на всей полосе обороны от Инино сменить 5-й воздушно-десантный корпус и 93-ю стрелковую дивизию, которые, наряду с другими частями, включались в ударную группировку, сосредотачивавшуюся севернее Варшавского шоссе…, — вспоминает А. Ф. Наумов (в декабре 1941 года командовал 53-й стрелковой дивизией 43-й армии).

Как указывал ряд официальных документов, задача овладения районом станции Балабаново была поставлена перед двумя командующими: М. Г. Ефремовым, который руководил 33-й армией, и К. Д. Голубевым, командовавшим 43-й армией. Командующий Западным фронтом Г. К. Жуков требовал, чтобы эти две армии действовали в тесном сотрудничестве.
"ЗЗА (222 сд, 1 гмсд, 110, 338, 201, 113 сд) с рассветом 18.12.41 года, во взаимодействии с 43-й армией, наносит удар в направлении Балабаново-Малоярославец с задачей разбить противостоящего противника и к исходу дня выйти на рубеж Таширово-Мишуково-Балабаново"
В связи с резким изменением обстановки в результате начавшегося отхода противника на фронте 43-й армии без особого давления наших войск, приказываю: 1. 113 и 93 сд с частями усиления к исходу 26.12 передать из 43-й армии в 33-ю армию. 2. Командарму  - 33, развивая удар левым флангом, овладеть Боровск и наступать в обход Можайск, через Никольское, Ваулино, Ельня, выходя на тылы можайской группировки противника. 3. Командарму - 43 стремительно преследовать противника в общем направлении на Малоярославец, имея главную группировку вдоль шоссе. При преследовании не допускать отхода противника и отвода его техники. 4. Разгранлиния между армиями - Подольск, Балабаново, станция Кошняки, Бутырлино (все пункты включительно для 43-й армии). Подписи: Жуков, Булганин, Соколовский.
17 декабря 5-й воздушно-десантный корпус сдал оборону 53-й стрелковой дивизии и начала готовиться к наступлению. В состав 5 вдк 43-й армии для усиления был включён Отдельный стрелковый полк Западного фронта (командир полка майор Шевцов Никон Федорович). Полоса наступления 43-й армии включала в себя обороняющиеся силы 15-й пехотной дивизии, 19-й танковой и 98-й пехотной дивизии, которые входили в состав 57-го моторизованного корпуса противника. 18 декабря, утром, после завершения артиллерийской подготовки, войска 33-й и 43-й армии перешли в наступление. Части и силы 43-й армии получили следующие задания: 93-й стрелковой дивизии и 5-му воздушно-десантному корпусу необходимо было прорвать оборону фашистов на участке Мельниково в районе 1 километра западнее Инино (ширина участки прорыва составляла примерно 6 километров), уничтожить все силы противника и не позднее первой половины 18 декабря овладеть рубежом Аристово-Алопово-Тайдашево, под конец дня выйдя на рубеж Балабаново (отметка 181,0 Воробьи). 26-я танковая бригада получила указание собраться в районе Собакино, а с выдвижением пехоты на рубеж Романово, ввязаться в бой в направлении Савёловка-Алопово-Киселёво, овладеть Балабаново, а затем сдерживать атаки противника до подхода сил 93-й стрелковой дивизии. 18 декабря силы 93-й стрелковой дивизии и 5-го воздушно-десантного корпуса в течение артиллерийской подготовки форсировали реку Нара и в 9:30 атаковали фашистов. К середине дня войсками был захвачен рубеж восточная опушка леса юго-западнее Мельниково и лес юго-восточнее Романово. Во второй половине дня, а также 19 декабря оборонительные силы советских солдат постоянно подвергались атакам противника, которые успешно отражались.

В одном из наступательных боёв 19-21 декабря 1941 года, после форсирования р. Нара, наш полк продолжал наступление, чтобы прорвать оборону немцев и в последующем захватить ст. Балабаново (в направлении Малоярославец). Полк теснил противника при поддержке артиллерии, так было до утра 20 декабря 1941-го. Утром немцы, получив поддержку артиллерийским и миномётным огнём, ринулись в контратаку силою до двух батальонов, ведя непрерывный огонь. Нам пришлось залечь. Находясь в передовых подразделениях, я с помощью командира отделения связи Зинченко выкатил 45-миллиметровую пушку и начал обстрел противника. Бил прямой наводкой, снаряды подавал сержант Зинченко. Немцы напирали, пришлось туго, но нас выручил батальон с малой артиллерией на тягачах. Батарейцы быстро развернулись, установили орудия «сорокопяток» и открыли беглый огонь. Наши подразделения, получив поддержку, ударили по противнику — и прорыв был ликвидирован. Целый день мы вели огонь, и так продолжалось до 21 декабря. С утра подошло подкрепление, и мы двинулись вперёд. Тягачи оставили, а пушки тащили по глубокому снегу на руках…
Исходя из текущей обстановки, командующий 43-й армией приказал с рассветом 21 декабря ввести в бой 26-ю танковую бригаду, которая 21 и 22 декабря воевала в районе Романово и понемногу продвигалась вперёд. Однако развить крнупное наступление бригаде не удалось. В дальнейшем 33-я и 43-я армии совершают небольшую перегруппировку и в ночь на 24 декабря снова начали атаки на оборонительные позиции противника. 24 декабря началось освобождение Боровского района: 113-я стрелковая дивизия 33-й армии вошла в деревню Ильинское.

Темп продвижения был небольшой — вначале 2-3 км в сутки. Наступление более походило на прогрызание обороны противника… Немцы чувствовали нарастающие успехи 33-й и 43-й армий и, не надеясь удержать за собой рубеж реки Нара, стали отводить с него войска в тыл — в район Балабаново, Боровска, Малоярославца.
25 декабря все ударные силы армий уже были на местах: 33-я армия — Рождество, Деденево, Иклинское; 43-я армия — Аристово, Алопово. В то же время фашисты всё ещё продолжали удерживать некоторые опорные оборонительные пункты (например, Наро-Фоминск и разъезд 75 км), которые оказались в тылу наступающих войск. Разъезд в ходе боёв переходил от одной к другой стороне, но в итоге был захвачен. 26 декабря 5-й воздушно-десантный корпус со сводным полком овладел рубежом Никольские Дворы-совхоз «Поля орошения»-Тверитино. В этот же день, после длительных изнурительных пятидневных боёв, фашисты, боясь быть окружёнными, оставили Наро-Фоминск. Советские солдаты продвигались вперёд. 26-я танковая бригада действовала совместно с 53-й стрелковой дивизией и преследовала противника в направлении Тайдашево-Воробьи и далее по шоссе вплоть до Малоярославца. Уже 25 декабря из посёлка Балабаново фашисты начали выводить свои силы, направляясь к Боровску. Разведка раскрыла данные побуждения врага и наступление соединений 33-й и 43-й армий ускорилось, что позволило освободить от оккупации Балабаново и открыть пути к Боровску и Малоярославцу.

## Освобождение посёлка
Посёлок Балабаново был освобождён 28 декабря 1941 года Отдельным стрелковым полком Западного фронта (из усиленного состава 5-го воздушно-десантного корпуса 43-й армии) и 129-м и 51-м стрелковыми полками 93-й стрелковой дивизии 33-й армии (в 16:30 овладел ж/д станцией Балабаново). При отступлении немцы применяют невиданные зверства, расстреливая женщин и детей, забирают в плен население.